# Барел
Бáрел (от англ. barrel – варел, буре, бъчва) е наименование на различни единици за измерване на обем на насипни и течни продукти. По исторически причини обемите на едни барели са примерно двойно по-големи от други. Обикновено използваните обеми са примерно от 100 до 200 литра.
В нефтопреработвателната промишленост за нефт (суров петрол) и нефтопродукти се използва единицата американски нефтен барел (bbl):
1 нефтен барел (US) = 42 галона (US) = 34,972 галона (UK) = 35 имперски галона = 158,987 литра ≈ 160 литра
Тази единица произлиза от времето на първите нефтени полета в Пенсилвания, САЩ. Тогава за превозване на нефта са се използвали както 42-галонови варели (базирани на tierce – стара английска мярка за вино, „бъчва“), така и 40-галонови (151,4 l) варели за уиски. В началото 40-галоновият варел бил по-често използван, но производителите често не го пълнели догоре. Независимо от това, компанията Standard Oil доставяла своя нефт във варели, които винаги съдържали точно 42 галона. Клиентите започнали да отказват да приемат другите варели, които съдържали по-малко, и през 1866 г. нефтеният варел бил стандартизиран на 42 галона. Тъй като Standard Oil боядисвал варелите си сини, името му било съкращавано на „bbl“ (от „blue barrel“). Монополът на Standard Oil бил обаче нарушен през 1911 г. от 34 различни компании и дълго време нефтът не бил доставян в такива варели. Все пак в днешно време „синият варел“ се е наложил като стандартна единица за измерване на количеството и изчисляване цената на нефта.
Някои други видове барели:
1 бирен барел (UK) = 36 UK галона = 163,66 литра (същият барел се нарича и „сух“ и е служел за насипни продукти, вкл. плодове и зеленчуци)
1 бирен барел (US) = 31 US галона = 117,3 литра (големината е следствие на данъчни ограничения)
1 течен барел (US) (не за бира) = 31,5 US галона = 119,2 литра
1 сух барел (US) = 105 сухи кварти = 7056 кубични инча = 115,627.10-3m³ ≈ 116 литра
1 cranberry („боровинков“) барел (US) = 5826 кубични инча ≈ 95,48 литра
1 винен барел (US) = 30 US галона ≈ 113,56 литра